# Zaza Pachulia
Zaza Pachulia (georgisch ზაზა ფაჩულია; * 10. Februar 1984 in Tiflis, Georgische SSR als Zaur Pachulia) ist ein ehemaliger georgischer Basketballspieler, der 16 Jahre in der nordamerikanischen Profiliga NBA aktiv war. Er spielte bei einer Körpergröße von 2,11 Metern auf der Position des Centers.

## Karriere
Von 1999 bis 2003 stand Pachulia, der auch die türkische Staatsbürgerschaft besitzt, in der Türkei bei Ülkerspor Istanbul unter Vertrag. Pachulia wurde beim NBA-Draft 2003 von den Orlando Magic ausgewählt, wechselte aber bereits nach einer Spielzeit zu den Milwaukee Bucks, wo er ebenfalls nur eine Saison aktiv war. Zur Saison 2005/06 wechselte er zu den Atlanta Hawks, bei denen er sechs Jahre lang spielte.
Nach dem Lockout in der NBA zur Saison 2011/12 wechselte Pachulia zurück in die Türkei zu Vizemeister Galatasaray Istanbul, wo er bis zum Ende des Lockouts spielte. Daraufhin kehrte er zu den Hawks in die NBA zurück. Nach Ablauf seines Vertrages in Atlanta im Sommer 2013 wechselte Pachulia innerhalb der Liga zu den Milwaukee Bucks, für die er bereits von 2003 bis 2004 gespielt hatte.
Zur Saison 2015/16 wurde Pachulia zu den Dallas Mavericks transferiert, nachdem DeAndre Jordan von den Los Angeles Clippers, den Dallas eigentlich als Neuzugang eingeplant hatte, seinen Vertrag bei den Clippers überraschend verlängert hatte.
Im Sommer 2016 schloss er sich den Golden State Warriors an, mit denen er die NBA Finals 2017 und 2018 gegen die Cleveland Cavaliers gewinnen konnte. Seine letzte NBA-Station waren die Detroit Pistons. Im Anschluss kehrte Pachulia zu den Golden State Warriors zurück und erhielt einen Posten im Management des Teams.